# Jonielle Smith
Pour les articles homonymes, voir Smith.
Jonielle Antoni Smith (née le 30 janvier 1996 à Kingston) est une athlète jamaïcaine, spécialiste du sprint.

## Carrière
Le 21 juillet 2018, elle bat son record personnel sur 100 m à Londres, en 11 s 07. Elle remporte deux titres lors des Jeux d'Amérique centrale et des Caraïbes de 2018.
Elle se classe 6e des championnats du monde 2019 à Doha sur 100 m, en 11 s 06. Lors de ces mêmes Jeux, elle remporte l'or du relais 4 x 100 m.